# Adonis globosa
Adonis globosa là một loài thực vật có hoa trong họ Mao lương. Loài này được C.H.Steinb. ex Rech.f. mô tả khoa học đầu tiên năm 1992.